# 마리아 아나 폰 외스터라이히 여대공 (1634년)
오스트리아의 마리아나(Mariana de Austria, 1634년 12월 23일 ~ 1696년 5월 16일)는 스페인 국왕 펠리페 4세의 두 번째 왕비이다.

## 생애
마리아나는 비너노이슈타트에서 신성 로마 제국의 황제 페르디난트 3세와 스페인의 마리아 안나의 큰딸로 태어났다. 본래 마리아나는 사촌(펠리페 4세의 아들) 발타사르 카를로스와 결혼할 예정이었지만 그는 1646년 요절했다. 펠리페 4세에게는 죽은 발타사르 카를로스 외엔 아들이 없었기 때문에(차남 프란시스코 페르난도는 태어난 해에 죽었다) 다른 남자 후계자가 필요했다. 그러나 2년 전 이미 왕비 프랑스의 이사벨을 잃은 펠리페 4세는 1649년 조카딸인 마리아나를 두 번째 왕비로 맞았다. 마리아나는 다섯 명의 자식을 낳았지만 근친혼의 영향으로 그 중 셋이 요절했고, 장녀 마르가리타 테레사와 막내아들 카를로스만이 살아남았다. 그러나 카를로스 2세는 발달이 늦고 몹시 허약했으며 외숙부 레오폴트 1세에게 시집간 마르가리타 테레사 또한 요절했다.
남편 펠리페 4세가 죽은 뒤 아직 어렸던 카를로스가 즉위하면서 마리아나는 섭정이 되었다. 1678년 남편의 서자 후안 호세 데 아우스트리아에 의해 한 차례 궁정에서 쫓겨났지만 이듬해 그의 죽음으로 다시 궁정에 복귀해, 죽을 때까지 스페인 궁정에 영향력을 행사했다. 그녀는 1696년 마드리드에서 유방암으로 죽었다.

## 기타
그의 딸 마르가리타 테레사는 태어난 지 얼마 되지 않아 마리아나의 동생 레오폴트 1세와의 결혼이 결정되었고 펠리페 4세는 궁정 화가인 벨라스케스에게 오스트리아 궁정에 보낼 딸의 초상화를 그리도록 명했다.

## 자녀
| 사진 | 이름                     | 생일             | 사망                  | 기타                                 |
| ---- | ------------------------ | ---------------- | --------------------- | ------------------------------------ |
|      | 마르가리타 테레사        | 1651년 7월 12일  | 1673년 3월 12일(21세) | 신성로마제국의 레오폴트 1세의 황후   |
|      | 마리아 암브로시아        | 1655년 12월 7일  | 1655년 12월 21일      |                                      |
|      | 펠리페 프로스페로        | 1657년 11월 28일 | 1661년 11월 1일(3세)  |                                      |
|      | 페르난도 토머스 카를로스 | 1658년 12월 23일 | 1659년 10월 22일      |                                      |
|      | 카를로스 2세             | 1661년 11월 6일  | 1700년 11월 1일(38세) | 스페인 합스부르크 왕조의 마지막 국왕 |

## 같이 보기
- 마리아나 제도